# Laphria bella
Laphria bella är en tvåvingeart som beskrevs av Friedrich Hermann Loew 1858. Laphria bella ingår i släktet Laphria och familjen rovflugor. Inga underarter finns listade i Catalogue of Life.